# Raïon de Rahatchow
Le raïon de Rahatchow (en biélorusse : Рагачоўскі раён, Rahatchowski raïon ; en russe : Рогачёвский район, Rogatchiovski raïon) est une subdivision de la voblast de Homiel, en Biélorussie. Son centre administratif est la ville de Rahatchow.

## Géographie
Le raïon couvre une superficie de 2 067 km2, au nord de la voblast. Il est arrosé par le Dniepr et la Drout. La forêt occupe 32 % de son territoire. Il est limité au nord par la voblast de Moguilev (raïon de Bykhaw, raïon de Slawharad et raïon de Kirawsk), à l'est par le raïon de Karma, au sud-est par le raïon de Bouda-Kachaliova et le raïon de Tchatchersk, au sud par le raïon de Jlobine et à l'ouest par la voblast de Moguilev (raïon de Babrouïsk).

## Histoire
Le raïon a été créé le 17 juillet 1924.

## Population

### Démographie
Les résultats des recensements de la population (*) font apparaître une stabilité de la population jusqu'au recensement de 1989, suivie par un déclin qui s'est accéléré dans les premières années du XXIe siècle :
| 1959*  | 1970*  | 1979*  | 1989*  | 1999*  | 2009*  |
| ------ | ------ | ------ | ------ | ------ | ------ |
| 75 909 | 75 019 | 74 290 | 77 404 | 70 855 | 60 933 |

### Nationalités
Selon les résultats du recensement de 2009, la population du raïon se composait de trois nationalités principales :
- 91,9 % de Biélorusses ;
- 4,9 % de Russes ;
- 0,9 % d'Ukrainiens.

### Langues
En 2009, la langue maternelle était le biélorusse pour 70,2 % des habitants et le russe pour 25,0 %. Mais le biélorusse n'était parlé à la maison que par 32,1 % de la population et le russe par 56,0 %.